# ショッピング (映画)
『ショッピング』（Shopping）は、1994年のイギリスの青春犯罪映画。ポール・W・S・アンダーソンの監督デビュー作で、脚本も手がけている。出演はサディ・フロストとジュード・ロウなど。
制作当時から見た近未来である20世紀末のイギリスを舞台に、自動車窃盗団の若者たちの明日なき青春を、激しいカーチェイスとロック・ビートで描いた作品で、アンダーソンがかつて演出し、本作にも出演しているショーン・パートウィーの主演で自動車泥棒を題材に撮った短編映画『Speed』をベースにしている。
タイトルの「ショッピング」は、行き場のない不良青年・少女たちにとっての買い物、すなわち本作では「強盗遊び」を意味している。

## キャスト
- ビリー: ジュード・ロウ - 自動車窃盗グループのリーダー。3ヶ月の刑を終えて出所。
- ジョー: サディ・フロスト - ビリーのパートナー。
- トミー: ショーン・パートウィー - ビリーのライバル。グループ全体の統括を目論む。
- ヴェニング: ショーン・ビーン
- ベヴ: マリアンヌ・フェイスフル - ゲームセンターのオーナー。
- コンウェイ: ジョナサン・プライス - ビリーに目をつけている刑事。
- モンキー: ダニー・ニューマン（英語版）
- ポニー: リー・ウィットロック（英語版）
- ディックス: ラルフ・アイネソン
- ピータース: イーモン・ウォーカー
- 売買人: ジェイソン・アイザックス

## エピソード
本作で共演したジュード・ロウとサディ・フロストは1997年に結婚し、3子をもうけるが、2003年に離婚している。